# Transnationale Universiteit Limburg
De transnationale Universiteit Limburg (tUL) is een uniek samenwerkingsverband tussen twee universiteiten in twee landen: UHasselt en Maastricht University. De tUL werd in januari 2001 opgericht met de ondertekening van het bewuste verdrag door de Vlaamse en Nederlandse regeringen. 
Binnen de tUL worden de opleidingen informatica/kennistechnologie, statistiek en biomedische/moleculaire levenswetenschappen aangeboden. De rechtenopleiding is dan weer een gezamenlijk initiatief van tUL (UHasselt en Maastricht University) en KU Leuven.

## Locaties
De tUL heeft campussen in Hasselt, Diepenbeek en Maastricht.